# جورج أونيل (لاعب كرة قدم)
جورج أونيل (بالإنجليزية: George O'Neill)‏ (26 يوليو 1942 في المملكة المتحدة - ) هو مدرب كرة قدم ولاعب كرة قدم أمريكي في مركز الهجوم. شارك مع منتخب الولايات المتحدة لكرة القدم. أما مع النوادي، فقد لعب مع دونفرملين أثلتيك ونادي بارتيك ثيسل ونادي سانت ميرين ونادي سلتيك وفيلادلفيا آتومز ‏ ونادي بارو ونادي آير يونايتد ونادي غرينوك مورتون.

## وصلات خارجية
- جورج أونيل على موقع ناشيونال فوتبول تيمز (الإنجليزية)